# 洛南高等学校附属小学校
洛南高等学校附属小学校（らくなんこうとうがっこうふぞくしょうがっこう）は、京都府向日市寺戸町寺田に所在し、小中高一貫教育を提供する私立小学校。
設置者は学校法人真言宗洛南学園であり、真言宗各派が参画する。

## 概要
洛南高等学校・附属中学校とともに小中高一貫教育を展開する小学校として、2014年（平成26年）に京都府向日市にて開校。1クラス約30名の3クラス編成である。開校は新1年生と新2、3年生編入で行われた。
校訓は洛南高校・附属中学と同じく
- 自己を尊重せよ
- 真理を探求せよ
- 社会に献身せよ

である。
原則として、卒業生全員が洛南高附属中へ内部進学する。

## カリキュラム
先取り教育が行われている。「やれることをやれるだけやる」としている。洛南高校・附属中学が当たり前にできることを、小学校のうちから当たり前にできるようになってもらいたいと考えている。
小4で小6までの課程を終えるが、中学内容の先取りは行わず、それまでの学習内容の定着と深化を図っていく。
小学校低学年で、漢字の成り立ちを辞書（国語辞典、漢字辞典）で調べ、用法、熟語なども全部覚えさせるといった国語教育を展開している。
週6日制である。

### 洛南タイム
5校時または6校時の授業がある日の放課後に開講されている。月額3万円である。

## 校章
洛南高校・附属中学と同じく、三方亀甲となっている。

## 行事
洛南高校・附属中学と同じく、御影供（みえいく）が行われている。弘法大師の月命日である毎月21日に校長の講話を聴く。
- 4月 - 花まつり
- 5月 - 春の遠足、葵祭見学
- 6月 - 水泳学習、空海降誕会
- 7月 - 祇園祭見学
- 8月 - 夏期学習会
- 9月
- 10月 - 運動会、時代祭見学
- 11月 - 学習発表会、秋まつり
- 12月 - 成道会
- 1月 - 新春催し
- 2月 - 節分、耐寒マラソン大会、涅槃会
- 3月

## 交通アクセス
- JR東海道本線（JR京都線）
  - 桂川駅（京都駅から5分、大阪駅から34分）から徒歩約10分
  - 向日町駅（京都駅から7分、大阪駅から32分）から徒歩約15分
- 阪急京都本線
  - 洛西口駅（京都河原町駅から11分、梅田駅から39分）から徒歩約15分
- 路線バス
  - JR桂川駅バスターミナルから徒歩約10分
京都市交通局バス・阪急バス・京阪京都交通バス・ヤサカバス